# Euromercato
Euromercato è stata una catena di ipermercati italiana.

## Storia

### Origini
Nel 1975 da un accordo al 50% fra Euromarché e Standa (Montedison) nasce la società Eurostanda per la gestione degli ipermercati a marchio Euromercato.
Un primo ipermercato venne inaugurato il 12 Novembre 1975 a Paderno Dugnano (MI), nell'area che sarebbe in seguito diventata il centro commerciale Brianza; un secondo e un terzo ipermercato vengono aperti rispettivamente nel 1978 a Casoria (NA) e nel 1982 all'interno del centro direzionale e commerciale di Milano Fiori ad Assago (MI).
Nel febbraio 1984 il gruppo Standa, tramite Iniziativa Meta, assume il controllo totale di Euromercato decretando l'uscita di Euromarché dal capitale azionario, incorporando anche l'ipermercato Carrefour di Carugate (MI).
Nel 1987 erano in progetto altri tre ipermercati; a Milano (Montecity), Firenze (Fondiaria) e Grugliasco (TO).
Di questi solo a Grugliasco si avviano i cantieri per il futuro centro commerciale Le Gru che verrà inaugurato nel dicembre del 1993.

### Acquisto da parte di Fininvest

Berlusconi mentre inaugura lo Shopville Gran Reno a Casalecchio di Reno nel novembre 1993

Il 14 luglio 1988 Silvio Berlusconi, acquisendo il gruppo Standa, acquisisce anche il ramo degli ipermercati a marchio Euromercato.

Continua l'espansione e nel 1993 vengono inaugurati tre nuovi ipermercati a Casalecchio di Reno (BO) all'interno del centro commerciale Gran Reno, Grugliasco (TO) all'interno del centro commerciale Le Gru e Tavagnacco (UD) all'interno del centro commerciale Friuli; arrivando a quota 7 ipermercati.

Nel dicembre 1994 Berlusconi vende il ramo degli ipermercati scorporandolo dal Gruppo Standa.

### Acquisto da parte di Benetton
Nel 1995 la catena viene incorporata nel Gruppo GS, della famiglia Benetton e Leonardo Del Vecchio.
Oltre ai 7 ipermercati ad insegna Euromercato, altri 2 ipermercati (Roma-Romanina e Massa) della Serio S.p.A., già parte di GS, prendono l'insegna Euromercato.

In questi anni vengono inaugurati altri ipermercati (Giussano, Bari, ecc) che manterranno l'insegna Euromercato solo per pochi anni.

### Acquisto da parte di Carrefour
Carrefour nel 2000 acquista il gruppo Promodés, che in Italia detiene il Gruppo GS, e negli anni successivi tutti gli ipermercati a insegna Continente ed Euromercato verranno convertiti in Carrefour.

## Loghi storici

1975-1980
1980-1991
1992-1994
1994-2000